# Sarah Haskins
Sarah Haskins (San Luis, 13 de marzo de 1981) es una deportista estadounidense que compitió en triatlón.
Ganó una medalla de plata en el Campeonato Mundial de Triatlón de 2008. En los Juegos Panamericanos consiguió dos medallas, oro en 2011 y plata en 2007.

## Palmarés internacional
| Campeonato Mundial   | Campeonato Mundial      | Campeonato Mundial | Campeonato Mundial |
| Año                  | Lugar                   | Medalla            | Prueba             |
| -------------------- | ----------------------- | ------------------ | ------------------ |
| 2008                 | Vancouver (Canadá)      | Medalla de plata   | Individual         |
| Juegos Panamericanos |                         |                    |                    |
| Año                  | Lugar                   | Medalla            | Prueba             |
| 2007                 | Río de Janeiro (Brasil) | Medalla de plata   | Individual         |
| 2011                 | Guadalajara (México)    | Medalla de oro     | Individual         |